# Knorkator
Knorkator – niemiecki zespół muzyczny powstały w 1994 w Berlinie. Zespół łączy brzmienia heavymetalowe z elementami komicznymi – zarówno tekstami i sposobem ich śpiewania (np. włączenie elementów śpiewu operowego), jak również choreografią i zachowaniem na scenie (np. udawanie rapera).
Większość tekstów piosenek napisana jest w języku niemieckim, zdarzają się jednak teksty angielskie („Ma Baker”, „Try Again”), w języku tajskim („Mai khao djai”, „Khid tyng baan”), łacińskim („Aeger sum”) lub francuskim („Ma belle fêmme”). Teksty w większości są autorstwa zespołu, jednakże zdarzają się covery znanych piosenek (np. „Ma Baker” autorstwa Boney M) utrzymywane w fun metalowym stylu.

## Historia
Zespół powstał w 1994 roku, jednakże do 1998 roku występował jedynie na żywo w rejonie Berlina/Brandenburgii. Zespół zyskał większy rozgłos dopiero w  2000  roku startując w niemieckiej eliminacji do konkursu piosenki Eurowizja. Do turnieju przystąpili z nagraniem „Ick wer zun Schwein” (dosłownie tłumacząc z berlińskiego slangu - „Zamieniam się w świnię”).
5 sierpnia 2005 zespół występował na dużej scenie XI Przystanku Woodstock. Zespół zakończył swą działalność w 2008 roku. Jako oficjalny powód podano, że Alf Ator pragnie opuścić Niemcy i rozpocząć nowe życie w Tajlandii. W 2011 roku formacja wznowiła działalność.

## Pochodzenie nazwy
Nazwa Knorkator pochodzi od połączenia dwóch słów: Knorke które w niemieckim języku potocznym jest synonimem słowa „Wspaniały”. Przyrostek -ator nawiązuje do znanych, dobrze umięśnionych postaci, takich jak: Terminator, Gladiator, Predator.

## Dyskografia

### Albumy
- A, 1995
- The Schlechtst of, 1997
- The Schlechtst of, 2 lutego 1998 (wersja na CD)
- Hasenchartbreaker, 24 maja 1999
- Tribute to uns selbst, 28 sierpnia 2000
- High Mud Leader - die 1., 25 marca 2001 (jako High Mud Leader)
- Ich hasse Musik, 15 listopada 2003
- Zu alt, 11 listopada 2005 (DVD+CD)
- Das Nächste Album Aller Zeiten 2 lutego 2007 (2 CD)
- 2010 Knorkator – Mein Leben Als Single. (3 CD-Box Ltd. Ed.)
- 2011 Es werde Nicht

### Single
- Böse, 30 listopada 1998
- Weg nach unten, 17 maja 1999
- Der Buchstabe, 27 września 1999
- Ick wer zun Schwein, 21 lutego 2000
- Ich lass mich klonen, 11 września 2000
- Komm wieder her, 30 października 2000
- Der ultimative Mann, 1 września 2003
- Wir werden, 17 lutego 2006
- www.einliebeslied.com, 26 stycznia 2007 (Anton Zylinder feat. Knorkator)
- 2010 Tobias Lützenkirchen trifft Knorkator – IHM
- 2011 Du nich
- 2011 Du bist schuld
- 2011 Arschgesicht

## Wideografia
- Zu alt (11 listopada 2005)